# Vidikovac (Sarajevo)
Vidikovac (v srbské cyrilici Видиковац) je název pro vrchol, který se nachází na jihovýchodním okraji města Sarajeva v Bosně a Hercegovině. Jeho nadmořská výška činí 1169 m n. m. Je součástí horského masivu/pohoří Trebević. Název v místním jazyce znamená doslova vyhlídka.
Západně od vrcholu se nachází bobová dráha, která byla užívána během zimních olympijských her v roce 1984. 
Přítomnost osídlení na vrcholu dokazují dvě archeologické lokality: Majdan kamena blízko vrcholu Vidikovace a také pozůstatek pevnosti Draguljac. 
V roce 2021 byl u horní stanice lanové dráhy otevřen objekt s vyhlídkovou plošinou, odkud se shlíží na město. Slavnostní zahájení provozu se konalo na jaře při příležitosti Dne nezávislosti Bosny a Hercegoviny.
Vrchol je po silnici přístupný z jižní strany silnicí spojující Pale a Istočno Sarajevo. Vede sem také lanová dráha přímo ze středu Sarajeva.